# はぴはぴクローバー
『はぴはぴクローバー』は小学館発行の少女漫画『ちゃお』に連載されていた、竜山さゆりによる漫画作品、およびそれを原作としたテレビアニメ 。

## 登場キャラクター

### メインキャラクター
ちま
声 - 成田紗矢香
主人公。三日月森に生まれ育った、元気で好奇心旺盛なうさぎの女の子。
うさポスト隊のリーダーを務めるなど常に明るく、前向きで物怖じしない性格。自前で槍を作れるほどに手先は器用だが料理と裁縫は苦手。また子供扱いされることを嫌うが、横着をしたり忘れ物をするなどそそっかしい一面もあり、勉強嫌いのため頭も悪く、難しい話をされるとすぐに寝てしまう。足（後足）から繰り出される「ちまキック」は強烈で、クルリさんやヒーヨ & ドリー兄弟を遥か彼方へ吹っ飛ばすほどの威力を見せる。父親が家の前に作ってくれたブランコとケントがくれた四つ葉のクローバーは自慢の宝物。恋愛には鈍いが、旅うさぎさんに対してそれに近い憧れや尊敬の念を抱いており、いつかは一緒に世界中を旅することを夢見ている。
メル
声 - 岡嶋妙
大人しくて控えめながらも心優しく、純粋で素直なロップイヤーの女の子。うさポスト隊の一員。
人見知りが激しく怖がりなところもあり、時には意識せず手厳しい発言をしてしまうこともあるが、成績優秀でホッホー先生からの受けも良く、また情け深くて可愛らしい容姿も相まって、ハルやクルリさんを始めとする森の様々な動物たちから好意を抱かれている。運動が苦手で、運動神経はちまの半分以下であると自覚している。自分と正反対な性格のちまに憧れている。アップルパイが大好物。耳が大きく垂れている。水を飲む時、耳が水に浸かってしまうため、周囲に誰もいない時は、耳を括って飲んだりもする。また、歩いている時に自分の耳を踏んでしまうことがあり、かなり痛いらしい。
物語終了後はハルと結婚し、医者になっている。アル（ハル似の男の子）とミル（メル似の女の子）の二人の子供をもうけた。
ガク
声 - 小林由美子
黒いアナウサギの男の子。ちまの良き遊び相手。
ちまと同じくがさつながらも面倒見の良い性格で、ちまや自身の弟である六つ子たちを心配し、気遣うなど仲間思い・家族思いの心優しい一面を持つ。特に日頃からよく世話をしているためか、六つ子たちへの愛情は人一倍で、直感でそのピンチに気付き、助けたこともある（反面、自身の恋愛には鈍い）。うさポスト隊の一員となってからは仕事が忙しく、六つ子たちを世話してやれない日々が続いたが、日替わりで（冬はひらりさんを除くうさポスト隊の全員が）一匹ずつ仕事に連れて行くことで解決した。
物語終了後は陽だまり森出身のルカと結婚し、タカという息子をもうけた。
ハル
声 - 渡辺明乃
黄色いうさぎの男の子。
やや内気な性格。ガリ勉体質の理論派で、就寝時を除いて常に眼鏡をかけている。うさポスト隊の一員。書物が好きで幼い頃から非常に頭が良かったため、飛び級してチャラクさんやクルリさんと同じクラスにいたことも。現在のクラスでもトップを独走しているが、その分運動神経は鈍く、ちまやガクに遅れをとっている。メルに恋心を抱いており、森に住む動物たちのほぼ全員がそのことに気付いているものの、唯一ちまだけがなかなか気付かない。
なお、2005年ちゃお12月号付録「はぴはぴクローバー ハッピー! ちま & フレンズ下敷き」にて、名前がホグと誤植されたことがあった。
物語終了後はメルと結婚し、植物学者になっている。
ホッホー先生
声 - チョー
ちまたちの学校の先生をしているフクロウ。
普段は温厚で世話好きな性格ながら、遅刻をしたり宿題を忘れる生徒には容赦なく頭を突付く（アニメではほっぺをつねる）。独身であり客を自宅に招き入れてもてなすことが好きだが、話は長く、しかも同じ内容のものを二度三度と繰り返してしまう。フクロウのため、昼間は寝ていることが多いが、悪口を聞き漏らさない地獄耳でもある。呪術関連の本を多数所有している。さらに医師もしており、ちまやメルのケガを治療したことがある。達筆。
ひらりさん
声 - 宍戸留美
ちまと同じ木の上に住むモモンガ。
気難しくて皮肉屋の多いモモンガ族の中では珍しく、博識で穏やかかつ落ち着いた性格。ちまの幼い頃から彼女の行動に幾度も振り回されてきたために、今では多少のことでは動じなくなった。普段から三日月森の様々な場所を飛び回っており、周辺の地理に明るい。食べることが好きで、ショックなことが起こるとすぐ空腹になり、食べ過ぎのあまり一時的に飛べなくなってしまうこともある。辛いものが大好物な大人ながら、ホオバリ茸を始めとするキノコ全般とクッキーのふたつを苦手としており、前者は食べた途端にくしゃみを起こすため、後者は過去、初恋草の咲いた日に家の中が埋まるほど大量に贈られてしまったことから（初恋草の項も参照）三日三晩食べ続けるハメになったトラウマによるもので、以来初恋草の咲いた日には必ずどこかへ身を隠す。その他クモに至っては、過去に自身が襲われ食べられそうになった経験から、一目見た瞬間に気絶してしまうほど大嫌い。成り行きからうさポスト隊の一員にもなるが、手紙は2通までしか持てない。
旅うさぎさん
声 - 子安武人
悲しい過去を胸に秘めて、世界中を旅するうさぎ。
容姿端麗な上に芯が強いしっかり者。また話が面白くて歌も上手いことから、老若男女を問わず慕う動物は数多い。快活で賑やかな性格ながらも負けず嫌いで、時にはつまみ食いをしたりホッホー先生にイタズラするなど子供っぽい一面も見せる。ちまがケガをした際には手際よくうさポスト隊の代理も務めた。この時男の子用のユニフォームである開襟シャツも着ているが、これはちまの母親に頼み込んでむりやり作ってもらったもの。長旅の苦労を感じさせるボロボロの耳が特徴的だが、実際には「掻いてるうちに破れた」「カラスにかじられた」など、大したことのない理由によるものらしい。
本名はラウルであることが原作版の最終話で発覚した。

### サブキャラクター

#### 三日月森の動物たち
ゆーた
声 - 川原慶久
ツキノワグマの男の子。
のんびりとした性格。体が大きいため、ちまたちを乗せて走り回ることもできる。冬には冬眠しているためか、起こすと非常に不機嫌で凶暴な性格となり、三日月森そのものを破壊してしまうという噂がある。誰にも気兼ねしないで、浴びるほどの蜂蜜を舐めるのが夢。
ビーナ
声 - 宮川美保
ちまやメルと同じクラスに通う子ジカの女の子。
勝気な性格で、思ったことをそのまま口に出すなど歯に衣着せぬ言動が多い（初登場時は穏やかそうな性格だった）。シカのため、足はちまたちよりも滅法速い。母親がお菓子作りや編み物を、父親が工作や工芸を仕事としていることから彼女自身も手芸が得意で、メルとよく話が合う。
一時期ガクに好意を寄せたことがあり、同じく好意を寄せていたマウマウとライバル関係になったこともあったが、その後意気投合して仲良くなった。
チャラクさん
声 - 鈴木達央
作り話が得意なキツネ。
子供の頃からずる賢い性格で、何かにつけてちまたちを騙したり物を横取りして遊ぶものの、最後にはいつも自身が酷い目に遭うという典型的な小物。ふさふさとした尻尾が自慢。三日月森の大人たちの中でこれといった仕事に従事していないが、「世の中には悪いヤツもいるって教えてやってんだよ」とは本人の弁。クルリさん共々頭が悪く、「バカ2人組」とも呼ばれていた。
クルリさん
声 - 清水愛
チャラクさんに同じく、ずる賢くて相手を騙すのが好きなリス。
特にチャラクさんと組んで嘘をつくことが多く、森の動物たちからは「チャラクとクルリは嘘つき名人」とまで呼ばれている。しかし根っからの他人思いであるメルにだけは心を許しており、足を挫いた彼女を見舞うなど、根は善人である。口は悪いがリスであるために体は小さく、何かとちまに吹っ飛ばされやすい。グルメと「メルファンクラブ」の会員ナンバー1を自認し、同じくメルに好意を寄せるハルを一方的にライバル視している。ふさふさとした尻尾が自慢。
雄ジカさん
三日月森に暮らすシカ。
軽い性格の事なかれ主義でナルシストなところがあり、自慢の角も敵を倒すためではなく、女性の気を惹くためだけに使われる（いわゆる飾り）。
モグラさん
声 - ふくまつ進紗
穴掘りに誇りを持っている職人気質のモグラ。
「注意一秒穴一生」が家訓で、ちまを窮地から救い出したこともある。14匹もの子供がいるが、うち上の13匹はいずれも男で、モグラ街道での仕事に従事している。末っ子のマウマウだけが女の子のためか、普段は厳格な性格ながら、彼女にだけは非常に甘い。
マウマウ
声 - 中川里江
モグラさん一家の末っ子で、兄弟のなかで唯一の女の子。
父親に散髪された際、髪型にショックを受けて家出するも、ガクにその髪型を褒められたことで解決した。
ヒーヨ、ドリー
声 - 太田哲治（ヒーヨ）、川原慶久（ドリー）
ヒヨドリの兄弟。
三日月森唯一のラッパーでノリは良いが、共にラップ調で話す癖がある。三日月森から外部の森に住む動物への伝言サービスを行っているが、相手を見下すなど傲慢な態度が多く、肝心な部分を忘れたり秘密を平気でバラしたりもすることから評判はあまり良くない。うさポスト隊の活躍を妬み、郵便ポストに投函された手紙を盗んで自分たちで手紙を配達しようと画策するも失敗。
ロイ
声 - 河野裕
枯れシダ淵に一匹で暮らすうさぎの青年。
不器用ながらも一途な性格で、ハルの姉・エルに想いを寄せる。モテモテだが、エルへの想いが強すぎるあまり他の女の子からのラブレターには見向きもせず、そのくせ肝心のエルには（家に何度か遊びに行ったにもかかわらず）あまり存在を認識されていないという不遇な存在。
- この他あなぐま君一家アナグマさん（声 - 岩村琴美）イタチさんなどのキャラクターも存在する。

#### 三日月森以外の動物たち
老ホッホー
声 - チョー
「おどろヶ沼」に住むホッホー先生の父親。
あまりに長寿なため、誰も本当の年齢を知る者はいない。ややとぼけたところがある。
ぽろりさん
ひらりさんの双子の弟。
一見しただけではまったく見分けがつかないが、性格はひらりさんと正反対で、口が悪くて怒りっぽく、いたずら好きである。ただクモについては兄に同じく、一目見ただけで気絶してしまう。また性格の割に、涙もろい一面もあるらしい。
ふらりさん
声 - 石森達幸
ひらりさんの古い友人。
静けさと風流を愛する好々爺で、多彩な趣味を持つ。
ハヤブサさん
三日月森と隣の陽だまり森を超高速で飛び回る「シャトルバード」。
性格は真面目で礼儀正しい。うさポスト隊に同じく、ハヤブサ便という名前で手紙の配達も行っているが、「届けた相手の喜ぶ顔がみたい」といううさポスト隊の理念に感銘を受け、ちまたちに協力する。

#### メインキャラクターの家族
ママ
声 - 植竹香菜
ちまの母親。穏やかながらもしっかりとした性格。
夫婦仲も円満で、よく実験に失敗してばかりの夫をかいがいしく支える。裁縫を仕事としており、うさポスト隊結成時にはメンバー全員分のユニフォームや鞄を作った。
パパ
声 - 太田哲治
ちまの父親。
腰が低く、争いを好まない平和主義者。時折親バカで頼りなげな所もあるものの、いざという時には毅然とした態度で状況に応じた的確な判断を下すことができ、また愛娘を命懸けで助けたりもした。気象の研究及びそれを活かした機械の発明に一身を捧げており、日夜地下室での実験に余念がなく、その甲斐あって完成した機械の一つによる天気予報は百発百中の精度を誇る。その他大工仕事も得意としており、うさポスト隊結成時にはメンバー全員の顔に似せた独自のポストをそれぞれ作ったりもした。
メルの家族
両親（パパ 声 - 川原慶久、ママ 声 - 岩村琴美）ともに心優しい性格の持ち主。父親は名うての家具職人でもある。
ガクの家族
ガクの他、両親（ママ 声 - 宮川美保）とそれぞれ特徴も趣味も異なる六つ子の弟たちがいる。
両親共に大らかな性格の持ち主で、母親は森でも評判の美人である。家族全員が黒い毛並みながら、六つ子たちは体のいずれかが白いのが特徴（アニメでは外見の違いはまったくない）。六つ子たちは基本的に総じて生意気かつイタズラ好きのうえ、したたかな一面も持つ。また、そのいずれもがメルに好意を寄せているが、それぞれにさらに細かい性格付けがされている。
タタ
声 - 中司優花
六つ子の一人で、目の周りが白い。
物を整理するのが下手なため、部屋は足の踏み場もないほど散らかっている。
テテ
六つ子の一人で、口の周りが白い。
芸術家気質で、部屋は落書きだらけである。彫刻に至っては、幼いながらもプロ級の腕前。
トト
六つ子の一人で、耳の先が白い。
几帳面でしっかりとした性格のため、細かい欠点も見逃さない。六つ子のリーダー。
ププ
声 - 宮川美保
六つ子の一人で、足の先が白い。
可愛い女の子が好きなためか、年の割に口も達者である。
ペペ
声 - 岩村琴美
六つ子の一人で、手の先が白い。
寂しがりやで、ひとりになってしまうことが苦手なため、相手に必要以上に甘える。
ポポ
六つ子の一人で、尻尾が白い。
ちま以上にそそっかしい性格で落ち着きがない。
ハルの家族
ハルの他、両親（ママ 声 - 中司優花、パパ 声 - 川原慶久）と祖母、姉のエルがいる。
家族全員が眼鏡をかけ、ハルと瓜二つの顔をしているが、ハルは「おじいちゃん似」らしい。
エル
声 - 岩村琴美
ハルの姉。
弟に同じく頭脳明晰の理論派で研究熱心であり、さめた性格ながら行動力も持ち合わせている。好意を寄せるロイ曰く、「どんな子よりも優しくて、豊かな心の持ち主」。

### ゲストキャラクター

#### 農場の人々
三日月森の先で農場を経営している人間の一家。
広大な畑を持ち、牛や羊が放牧されている。農場の具体的な名称については明らかにされていない。
ケント
農場で暮らしている青年。
心優しい性格で、迷い込んできたちまを匿い、また自身が温室で見つけた四つ葉のクローバーをプレゼントした。普段は外れの小屋で昼寝をしていることが多い。
マリエ
ケントの妹。
わがままで自分勝手なところがあるものの、根は寂しがり屋で友達思い。つけているクローバーのペンダントはケントが作ってくれた物である。
ラッド
主人やケントに忠節を尽くし、また仕事に対しても常に真剣な、コリーの優秀な牧羊犬。
しかしながら、ちまのことはあまり快く思っていない。

## 用語

### 地名・場所

#### 三日月森内部
三日月森
「はぴはぴクローバー」の舞台となる森。
ちまを始め、様々な動物たちが暮らしている。全体が三日月のような形をしており、森の中央には学校がある。また至る所にひらりさんの作った食料庫が存在している。三日月森の大人たちはいずれも何らかの仕事に従事しており、仕事に就くことが森の一員の証ともなっている。
ベリーの宝石箱
美味しいベリーが豊富になっている一帯。
色鮮やかで見た目も宝石のように美しいことからこの名がある。
のこぎり谷
真上から見下ろすと、全体があたかものこぎりの刃のように見えることからこの名がある。
周囲は断崖絶壁で崩れやすく、子供が一人で行くには危険。
女神様の泉
美しい女神が住んでいるといわれる泉。
非常に神聖な場所である上に泉自体も深いため、子供が安易に近付くことは禁じられている。
怪物が住んでいるという噂もあるが、ハル曰く怪物は大きな魚。
キノコだまり
キノコが豊富に生えている一帯。
ホオバリ茸もここにしか生えることはなく、三日月森では年に一度、ホオバリ茸が生える時期を見計らってキノコ狩りが催される。
わたぼうし山
三日月森の外れに聳え立つ山。
急斜面の坂はジグザグ坂と呼ばれ子供たちの格好の遊び場となるが、周囲は尖った岩が多く危険なため、ソリなどで滑り降りることは禁止されている。
長老の木
三日月森に生えている中で一番長寿の木であり、神様が住んでいると伝えられている。
女神様の泉以上に神聖な場所であるため大人は誰も近付かないが、逆にそれを利用して、昔から子供たちの学校のテストの隠し場所となっている。
イバラの森
茨のびっしりと生えた、複雑に入り組んだ森。
内部は迷いやすく、目的地に行くにも時間がかかる。無理を承知で茨の中に突っ込めば、ケガは免れない。
枯れシダ淵
ロイの住む、シダの葉が多く生えている淵。夏の間はホタルが非常に多く飛び交う。
モグラ街道
本来はモグラ族だけしか使用を許されない地下街道。
内部はあかり草や光きのこのために常に明るく、網の目のように道が張り巡らされている。この街道を、モグラたちは主にトロッコに乗って移動する。

#### 三日月森外部
陽だまり森
三日月森の隣にある森。
途中に湿地帯や底なし沼などがあるため、たどり着くには大人の足でも丸2日はかかる。三日月森と同じように多数の動物たちが暮らしており、森の面積もそう変わらない。
モモンガ温泉
ひらりさんの友人・ふらりさんが家の前で掘り当てた温泉。
「ドングリの湯」「もみじ湯」などのバリエーションがあり、疲労回復や美肌効果といった効能を持つ。さらにみやげ物として、ふらりさんの顔が入った温泉饅頭も用意されている。

### 植物・食物
あかり草
百合のような外見の植物（空想の植物）。
茎の部分を手折ると、その日の間だけ明かりが灯る。人間の使う懐中電灯のようなもの。
小玉あかり草
小さなあかり草（空想の植物）。
あかり草よりも入手しにくく、花はつぼみの状態から一瞬で咲いてすぐに散ることから「花火草」とも呼ばれる。そのため相手に贈る時はつぼみの状態で渡すのがマナー。
ニガ草
その名の通り、食べると非常に苦い味がする草（空想の植物）。
この草で作った汁は猛烈に臭く、浴びると全身がむず痒くなる上、3日はそのにおいが落ちない。
初恋草
「コイバナ科」の一年草（空想の植物）。
晩冬、20cm程の茎の先に釣鐘状の花が咲き、その後にハート型の実をつける。葉もハート型のため、恋愛に関するエピソードや伝承を多数持っており、その最たるものとして「初恋草の咲いた日に、女の子がその葉で包んだ手作りのクッキーを大切な人に贈ると、初恋草の魔法で二人はずっと親密な関係でいられる」そして「花が咲いてから1ヵ月後になる実を男の子がお返しすると、より一層愛が深まる」というものがある。そのため、初恋草の咲く頃になると三日月森のそこかしこで女の子たちがクッキーを焼く光景が見られる。花言葉は「ビギナーズ・ラック（初心者の得る幸運）」。
おばけベリー
一粒が子供の顔ほどもある巨大なベリー（空想の植物）。
中身も甘くて美味しいが、のこぎり谷周辺にしかなっていない。
渋ベリー
見た目は他のものと変わらないものの、食べてしまうとその後数日は声が出なくなってしまうほどに中身が非常に渋いベリー。なっている確率は一万個に一個といわれる。
千成り豆
植物の一種。
実が千ほどもなることからこの名がある。実際に割れて芽が出る実は、そのうちの2、30個ほどしかないが、一度芽を出すととても成長が早い。陽だまり森の女の子たちの間では、「恋タネ」という占いに使われている。
ホオバリ茸
一年に一度、キノコだまりにしか生えない キノコ（空想の植物）。
キノコの王様と言われて見た目も美しく、またこのキノコを使ったシチューは独特のほろ苦さがあるために一番の好物に挙げる大人は多いが、子供ではそれが理解し辛い。なお、アニメでは春ぼっくりに設定変更されている。
ドングリ粉のおだんご
ドングリの粉から作った、テニスボールほどの大きさを持つ 団子。
ちまの大好物であると同時に数少ない得意料理でもある。
氷グミ
氷のように冷たくて甘いグミ。
普通に食べても美味しいが、熱冷ましとしても効果がある。なお、テレビでは冷やしグミと設定が変更されていた。
健康茶
ホッホー先生が薬草を煎じ、独自に作ったお茶。
飲めば長生きできるらしいが、とてつもなく苦い。

### 道具類
ハープ
今は無き、旅うさぎさんの故郷の森の木で作った唯一の道具であり、故に旅うさぎさんが非常に大切にしているハープ。
普段は旅うさぎさんが持っており、春告祭で歌う際にもこのハープが使用される。旅うさぎさんは一度だけこのハープをちまに貸し出したことがあるが、それは旅うさぎさんが翌年の「春告歌」の歌い手にちまを選んだことを意味していた。
キツネ石
キツネの顔と尻尾をかたどった、二個一組の石。
チャラクさんの家の家宝であり、変身したいものを念じながら石を掛け合わせることで、その姿に一定の間変身できる。ただし、変身を見破られるとその時点で効き目がなくなる。また、変身できる時間の長さは掛け合わせたキツネの持つ力によって個体差がある。

### その他の設定
うさポスト隊
手紙を配達することの喜びを知ったちまたちが、これを仕事とするにあたりつけた名前。また総称。
名付け親はハルであり、メンバーはちま、メル、ガク、ハル、ひらりさんの5匹からなる。ユニフォームは女の子がボレロ、男の子が開襟シャツとなっており（ひらりさんはサンバイザーのみ）、いずれも背中、また鞄には四つ葉のクローバーの刺繍がなされている。集荷及び配達は全員で行い、途中の仕分け作業を女の子、宛名のチェックを男の子で行う。初めは三日月森内部にしか配達できなかったが、ハヤブサさんの協力を得て以降は、陽だまり森へも手紙を配達できるようになった。
春告祭　（はるつげまつり）
年に一度、春が近付く頃に三日月森で催される大々的なお祭り。
とても賑やかな上に美味しい料理も数多く振舞われることから、老若男女を問わずこの日を楽しみにする者は数多い。毎年三日月森に住む動物の誰か一匹が選ばれて、ステージ上で「春告歌」を歌う慣わしがあり、これは春告祭のメインイベントであると同時に大変な栄誉とされる。選ばれた動物は男ならば「春呼びの使者」、女ならば「春呼びの乙女」と呼ばれ、その年一番に咲いた花を髪飾りとして、絹のローブを纏い、ハープを弾いて歌う。
三日月森障害レース
三日月森の子供たちが遊ぶ障害物競走。
足かけ野原、いばらくぐりなどの障害を抜けて、ゴール地点に立つ旗を一番に取った者が勝ち。子供たちの中ではちまが一番速いが、それでも旅うさぎさんには（最後の木のまたくぐりを除き）勝てなかった。
モモンガ総会
年に一度、近辺に住むモモンガたち全員が集まって開く総会。
三日月森で開かれた総会では、ひらりさんの結婚が議題となった。
世界ふくろう会議
世界中の森のフクロウたちが一箇所に集い、社会情勢や環境、日々の暮らしなどの色々な問題点を話し合う重要な会議。
しかしそれは建前で、実際はお茶を飲みあうなどの親睦会的な要素が強い集まり。
クローバー
タイトルの他、うさポスト隊のロゴになるなど「はぴはぴクローバー」という作品を象徴する草。また、ちまが頭につけているリボンのようなもの。
こちらは扉絵や付録を除いて連載初期は三つ葉となっていたが、第5話にてケントから四つ葉のものをプレゼントされて以降は、作中でも四つ葉のものをつけるようになった。

## テレビアニメ
『ちゃお』2007年6月号にて、7月よりキッズステーション他でアニメ化されることが発表され、続く7月号で正式な放送開始日、主題歌などが発表された。アニメは1話15分、2話ずつ放送の全26話で2007年7月6日から9月28日にかけて放送された。DVD化などのソフト化はされていない。

### スタッフ
- 原作 - 竜山さゆり（小学館「ちゃお」連載）
- 総監督・構成 - やすみ哲夫
- 監督 - のなかかずみ
- キャラクターデザイン・総作画監督 - 林一哉
- 美術監督 - 久保季美子
- 色彩設定 - 新沼純子
- 撮影監督 - 鈴木麻予
- 編集 - 古川雅土
- 音響監督 - 林希美子
- 音楽 - 佐々木聡作、松浦晃久、福田真一朗、レイヴンジャムファクトリー
- アソシエイトプロデューサー - 安田祐子、佐藤理絵
- プロデューサー - 中坪知幸、筒井清一、油井卓也、神戸明花、金正廣
- アニメーションプロデューサー - 青木滉一郎、平松達也（第8 - 13話）
- アニメーション制作 - グループ・タック
- 製作 - キッズステーション、小学館、小学館プロダクション、グループ・タック

### 主題歌
オープニングテーマ「シアワセのカケラ」
作詞 - 中里真美 / 作曲 - YOO / 編曲 - ravenjam Factory
歌 - まりもみ（中里真美、加藤理恵、渋谷桃子、加藤みづき）
エンディングテーマ「藍色の空の下で」
作詞・作曲 - 浅田信一 / 編曲 - Sin / 歌 - 下川みくに

### 各話リスト
| 話数     | サブタイトル               | 脚本         | 絵コンテ     | 演出         | 作画監督         | 放送日        |
| -------- | -------------------------- | ------------ | ------------ | ------------ | ---------------- | ------------- |
| 1        | 三日月森にようこそ         | やすみ哲夫   | のなかかずみ | のなかかずみ | 林一哉           | 2007年 7月6日 |
| 1        | 三日月森のお宅訪問         | やすみ哲夫   | のなかかずみ | 洪憲杓       | 李宗敬           | 2007年 7月6日 |
| 2        | 旅うさぎさん登場!          | ときたひろこ | 細谷秋夫     | 細谷秋夫     | 若山佳治         | 7月13日       |
| 2        | 怪物をやっつけろ〜!        | 北条千夏     | 小華和ためお | 洪憲杓       | 鄭智熺           | 7月13日       |
| 3        | 泉のひみつ!?               | 石川智子     | 櫻井美知代   | 細谷秋夫     | 若山佳治         | 7月20日       |
| 3        | ちまは郵便やさん!?         | 北条千夏     | のなかかずみ | 洪憲杓       | 鄭智熺           | 7月20日       |
| 4        | メルのきもち               | ときたひろこ | 細谷秋夫     | 細谷秋夫     | 能地清           | 7月27日       |
| 4        | ヒヨドリ兄弟と勝負!        | やすみ哲夫   | 小華和ためお | のなかかずみ | 林一哉           | 7月27日       |
| 5        | うさポスト隊結成!          | 北条千夏     | 葛谷直行     | 開祐二       | 若山佳治         | 8月3日        |
| 5        | 大きなにもつ!?             | 石川智子     | のなかかずみ | 洪憲杓       | CHOI YOUNG HEE   | 8月3日        |
| 6        | テストはひみつ             | ときたひろこ | 麦野アイス   | 細谷秋夫     | 小島秀人         | 8月10日       |
| 6        | 旅うさぎさんとレース!      | 北条千夏     | 小華和ためお | 洪憲杓       | LEE JONG-KYUNG   | 8月10日       |
| 7        | 大物助っ人登場!            | ときたひろこ | 細谷秋夫     | 細谷秋夫     | 能地清           | 8月17日       |
| 7        | ひらりさんの弱点発見!      | やすみ哲夫   | のなかかずみ | 洪憲杓       | CHOI YOUNG HEE   | 8月17日       |
| 8        | カワイイおばけ             | 石川智子     | 葛谷直行     | 開祐二       | 若山佳治         | 8月24日       |
| 8        | あかり草をまもれ!          | やすみ哲夫   | 小華和ためお | のなかかずみ | 林一哉           | 8月24日       |
| 9        | ちまの初挑戦               | やすみ哲夫   | 櫻井美知代   | 細谷秋夫     | 若山佳治、能地清 | 8月31日       |
| 9        | ひらりさんのバカンス       | 石川智子     | 麦野アイス   | 洪憲杓       | CHOI YOUNG HEE   | 8月31日       |
| 10       | パパの一日先生             | ときたひろこ | 細谷秋夫     | 細谷秋夫     | 小島秀人         | 9月7日        |
| 10       | うさポスト隊、ひっぱりだこ | ときたひろこ | 小華和ためお | 洪憲杓       | LEE HYUN-JUNG    | 9月7日        |
| 11       | 六つ子注意報!              | 北条千夏     | 葛谷直行     | 大宅光子     | 能地清           | 9月14日       |
| 11       | ちまのおるす番             | 北条千夏     | のなかかずみ | 洪憲杓       | CHOI YOUNG HEE   | 9月14日       |
| 12       | ちま、マフラーを編む       | 石川智子     | 櫻井美知代   | 細谷秋夫     | 神戸環、若山佳治 | 9月21日       |
| 12       | 奇妙な大どろぼう!          | ときたひろこ | 小華和ためお | 細谷秋夫     | 若山佳治         | 9月21日       |
| 13（終） | がんばれハル!              | やすみ哲夫   | 開祐二       | 開祐二       | 能地清           | 9月28日       |
| 13（終） | 春告祭がやってくる!        | やすみ哲夫   | のなかかずみ | 洪憲杓       | CHOI YOUNG HEE   | 9月28日       |

### 放送局
| 放送地域 | 放送局             | 放送期間                 | 放送日時           | 放送系列       | 備考             |
| -------- | ------------------ | ------------------------ | ------------------ | -------------- | ---------------- |
| 日本全域 | キッズステーション | 2007年7月6日 - 9月28日   | 金曜 16:30 - 17:00 | CS放送         | リピート放送あり |
| 愛知県   | テレビ愛知         | 2007年7月9日 - 10月1日   | 月曜 8:05 - 8:35   | テレビ東京系列 |                  |
| 東京都   | TOKYO MX           | 2007年7月13日 - 10月5日  | 金曜 18:30 - 19:00 | 独立UHF局      |                  |
| 兵庫県   | サンテレビ         | 2007年7月19日 - 10月11日 | 木曜 7:30 - 8:00   | 独立UHF局      |                  |

## ゲーム
ちゃおドリームタッチ! ハッピーあにばーさりー
- 機種：ニンテンドーDS
- 発売元：マーベラスインタラクティブ
- 発売日：2006年12月7日
- 価格：5,040円

『ちゃお』創刊30周年を記念して発売された「ふれあいアドベンチャー」ゲーム。これまで『ちゃお』に登場した様々なマスコットキャラクターが多数出演する。「はぴはぴクローバー」からはちま、メル、ガク、ハルの4匹が出演する他、竜山さゆりの前作『ぷくぷく天然かいらんばん』からも主人公ぷくぷくの他、クロさん・みけねーさんの2匹が出演。ちまとぷくぷくが共演を果たした内容となっている。
はぴはぴクローバー
- 機種：ニンテンドーDS
- ジャンル：アドベンチャー
- 発売元：クリエイティヴ・コア
- 発売日：2008年2月14日
- 定価：5,040円